# Lijst van burgemeesters van Asten
Dit is een lijst van burgemeesters van de Nederlandse gemeente Asten in de provincie Noord-Brabant
| Ambtsperiode | Naam burgemeester                     | Partij of stroming | Bijzonderheden                               |
| ------------ | ------------------------------------- | ------------------ | -------------------------------------------- |
| 1810 - 1812  | Peter Jan Coolen                      |                    |                                              |
| 1812 - 1821  | Jan George Frencken                   |                    |                                              |
| 1821 - 1829  | Abraham van Nouhuijs                  |                    |                                              |
| 1829 - 1830  | Willem Verberne                       |                    | waarnemend                                   |
| 1830 - 1844  | Jan George Frencken                   |                    |                                              |
| 1844 - 1904  | Fried (G.M.) Frencken                 |                    |                                              |
| 1904 - 1910  | Johannes Leonardus Switzar            |                    |                                              |
| 1910 - 1944  | Willem (W.J.M.) Wijnen                |                    | vermoord in het kader van Aktion Silbertanne |
| 1944 - 1946  | Willem (W.J.) van Golstein Brouwers   |                    | waarnemend                                   |
| 1946 - 1967  | Tonny (A.J.B.) Ploegmakers            |                    |                                              |
| 1967 - 1968  | Jo (J.J.) de Leeuw                    | KVP                | waarnemend                                   |
| 1968 - 1969  | Jos (J.C.M.) Sweens                   | KVP                | waarnemend                                   |
| 1969 - 1989  | Jacques (J.M.S.) Rutten               | KVP / CDA          |                                              |
| 1989 - 2003  | Truus (G.H.M.) Hendrickx-Vlaar        | PvdA               |                                              |
| 2002 - 2004  | Joke (J.W.) Kersten                   | PvdA               | waarnemend                                   |
| 2004 - 2012  | Hans (J.) Beenakker                   | VVD                |                                              |
| 2012 - 2012  | Peter (S.P.) Grem                     | CDA                | waarnemend                                   |
| 2012 - 2021  | Hubert (H.G.) Vos                     | CDA                |                                              |
| 2021 - heden | Anke (A.H.C.M.) van Extel-van Katwijk | CDA                |                                              |